# Crazyhouse chess

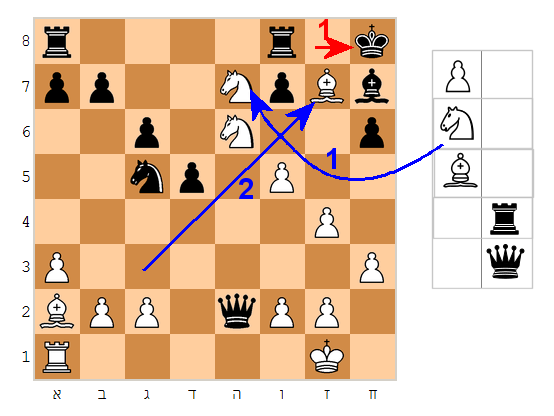
1.N@e7+ Kh8 2.Bxg7# (@ notation)

Crazyhouse chess（直譯：瘋人院棋）、drop chess（直譯：降子棋）、mad chess（直譯：瘋狂棋）、reinforcement chess（直譯：兵援棋、加強棋、救兵棋）、turnabout chess（直譯：轉機棋）、schizo-chess（直譯：精神分裂棋）。是Bughouse chess的兩人版，是種可將俘虜來的棋子放回棋盤上使用的國際象棋變體。

## 遊戲規則
除使用正統的國際象棋規則外，另外加上簡化的日本将棋持駒（打入）規則。記譜方式同一般，但棋子打入時用@符號表示。每回玩家可選擇移動自己的棋子，或將俘虜來的棋子放置沒有被佔據的格子上。將棋子放回時必須遵循下列原則：
- 打入場上的車，不可進行王車易位。
- 升級後的兵被俘虜後，打入時要還原成兵（與日本將棋相同，打入升變後的棋子時必須還原）
- 放回場上的兵不可放在面對自己的最後一排 （與日本將棋相同，不能放在無法再移動的位置，例如步兵跟香車都不能放在對方底線）。
- 重置己方兵線（次底線）的兵第一步可走一格或兩格。

## 其他事項
此規則是簡化的将棋持駒規則。棋子放回場上時，允許将任意棋子放在“將死”對方的位置，而将兵放在“将死”对方的位置上是將棋不允許的。
當玩家使用實體棋子，而非利用電腦下棋，因國際象棋的棋子以黑白兩色表示，不利區分盤上的棋子是被俘虜或是對手控制，建議準備兩副棋子使用。

## 外部連結
- 介紹規則的網頁
- 遊戲下載 （页面存档备份，存于）
- 遊戲下載 （页面存档备份，存于）
- 對局範例[永久]
- 游戏数据库 （页面存档备份，存于）